# Šime Vrsaljko
Šime Vrsaljko (ur. 10 stycznia 1992 w Zadarze) – chorwacki piłkarz występujący na pozycji obrońcy. Jest synem Mladena Vrsaljko, chorwackiego środkowego obrońcy, który większość kariery spędził w NK Zadar.

## Kariera klubowa
Karierę piłkarską Šime Vrsaljko rozpoczął w Dinamie Zagrzeb. Grał w nim w drużynie juniorów, ale nim trafił do seniorów, został w 2009 roku wypożyczony do innego klubu z Zagrzebia, NK Lokomotiva. 26 lipca 2009 roku zadebiutował w jego barwach w pierwszej lidze chorwackiej w przegranym 0:6 wyjazdowym meczu z HNK Rijeka. W rundzie jesiennej sezonu 2009/2010 był podstawowym zawodnikiem Lokomotivy i rozegrał w niej wszystkie 17 meczów.
W grudniu 2009 Vrsaljko wrócił do Dinama by grać w tym klubie w rundzie wiosennej sezonu 2009/2010. Swoje pierwsze spotkanie ligowe w Dinamie Vrsaljko rozegrał 27 lutego 2010 z Croatią Sesvete, wygrane przez Dinamo 6:0. W Dinamie, podobnie jak w Lokomotivie, także stał się podstawowym zawodnikiem. Wiosną 2010 wywalczył swoje pierwsze w karierze mistrzostwo Chorwacji. 29 sierpnia 2010 w meczu z HNK Cibalia (2:0) strzelił swojego pierwszego gola w chorwackiej lidze. W sezonie 2011/2012 stał się graczem podstawowego składu Dinama i zdobył ze swoją drużyną mistrzostwo Chorwacji.
12 lipca 2013 roku został nowym zawodnikiem Genoi. Kwota transferu wyniosła około cztery miliony euro.
W lipcu 2014 Vrsaljko podpisał kontrakt z US Sassuolo, które zapłaciło za niego około 6 milionów euro. W sezonie 2015/2016 Sassuolo z Vrsaljko w składzie zajęło szóstą pozycję w tabeli Serie A i po raz pierwszy w historii awansowało do Ligi Europy. W tych samych rozgrywkach Chorwat uznawany był za najlepszego prawego obrońcę ligi.
Latem 2016 roku trafił do Atlético Madryt podpisując z klubem pięcioletni kontrakt.
| Sezon   | Klub                  | Kraj      | Rozgrywki        | Mecze | Bramki |
| ------- | --------------------- | --------- | ---------------- | ----- | ------ |
| 2009/10 | NK Lokomotiva Zagrzeb | Chorwacja | Prva HNL         | 17    | 0      |
| 2009/10 | Dinamo Zagrzeb        | Chorwacja | Prva HNL         | 10    | 0      |
| 2010/11 | Dinamo Zagrzeb        | Chorwacja | Prva HNL         | 16    | 1      |
| 2011/12 | Dinamo Zagrzeb        | Chorwacja | Prva HNL         | 22    | 0      |
| 2012/13 | Dinamo Zagrzeb        | Chorwacja | Prva HNL         | 25    | 0      |
| 2013/14 | Genoa CFC             | Włochy    | Serie A          | 22    | 0      |
| 2014/15 | US Sassuolo           | Włochy    | Serie A          | 21    | 0      |
| 2015/16 | US Sassuolo           | Włochy    | Serie A          | 35    | 0      |
| 2016/17 | Atlético Madryt       | Hiszpania | Primera División | 14    | 0      |
| 2017/18 | Atlético Madryt       | Hiszpania | Primera División | 21    | 0      |
| 2019/20 | Atlético Madryt       | Hiszpania | Primera División | 5     | 0      |
| 2018/19 | Inter Mediolan        | Włochy    | Serie A          | 10    | 0      |

Stan na 5 maja 2020.

## Kariera reprezentacyjna
W swojej karierze występował w młodzieżowych reprezentacjach Chorwacji na różnych szczeblach wiekowych: U-15, U-17, U-18, U-19 i U-21. W 2010 roku z kadrą U-19 wziął udział w Mistrzostwach Europy U-19 we Francji, na których Chorwaci dotarli do półfinału. W dorosłej reprezentacji zadebiutował 9 lutego 2011 w wygranym 4:2 towarzyskim spotkaniu z Czechami. 10 maja 2012 znalazł się w szerokiej kadrze Chorwatów na Euro 2012. 29 maja selekcjoner Slaven Bilić zrezygnował z Vrsaljko i trzech innych graczy, jednak wskutek kontuzji Ivo Iličevicia młody obrońca Dinama Zagrzeb ostatecznie pojechał na polsko-ukraińskie mistrzostwa. Uczestniczył także w mistrzostwach świata 2014 i Euro 2016.

## Sukcesy
Dinamo Zagrzeb
- Mistrzostwo Chorwacji: 2009/2010, 2010/2011, 2011/2012, 2012/2013
- Puchar Chorwacji: 2010/2011, 2011/2012

Atletico Madryt
- Liga Europy UEFA: 2017/2018

Reprezentacyjne
- Wicemistrzostwo świata: 2018
- Półfinał Mistrzostw Europy U-19: 2010

Indywidualne
- Chorwacka Nadzieja Roku: 2010

## Odznaczenia
- Order Księcia Branimira (2018)[7]